# Candovia coenosa
Candovia coenosa är en insektsart som först beskrevs av Gray, G.R. 1833.  Candovia coenosa ingår i släktet Candovia och familjen Diapheromeridae. Inga underarter finns listade.